# Arnoul II de Flandre
Pour les articles homonymes, voir Arnoul II et Arnoul.
Arnoul II de Flandre, dit le Jeune, né v. 961 et mort le 30 mars 987 à Gand, fut comte de Flandre de 965 à 987. Fils de Baudouin III et de Mathilde de Saxe (†1008), il est le petit-fils et successeur d'Arnoul Ier.

## Le cours de sa vie
Il n'est encore qu'un enfant à la mort de son père (962). Son grand-père Arnoul Ier reprend alors la charge de comte jusqu'à sa mort en 965.
À son avènement, profitant de sa jeunesse, et se prévalant de la régence en tant que suzerain, le roi Lothaire envahit la Flandre, qui occupe une situation privilégiée entre la France et le Saint-Empire germanique, riche de ses débouchés maritimes, de son commerce et de son artisanat, s’empare des comtés de Thérouanne et de St-Pol, de Douai et d’Arras (Artois et Ostrevant), terres qu'Arnoul Ier de Flandre, grand-père d'Arnoul avait enlevé au roi Louis IV d'Outremer. Guillaume, comte de Ponthieu, fils d'Herluin de Montreuil reprend également tout ce qu'Arnoul I lui avait enlevé et enlève le Boulonnais. Inquiété, l’évêque de Cambrai et d’Arras appelle l’empereur Othon Ier à la rescousse : Lothaire se retire, mais laisse un pays dévasté, Guillaume doit également abandonner une partie de ses prétentions et ne conserve ses comtés qu'à bénéfice féodal et comme vassal d'Arnoul.
Arnoul prend Pétresse (un village de pêcheurs aujourd'hui disparu, situé près de l'actuel Calais), pour protéger le pays contre les invasions venant du Nord. En 980, Hugues Capet, alors duc des francs, enlève Montreuil par surprise à Arnoul.
À la mort de Louis V (21 mai 987), par solidarité carolingienne, Arnoul soutient Charles de Basse-Lotharingie et son fils Otton face à Hugues Capet, et ne reconnaît pas le roi élu. Hugues (couronné le 3 juillet, 987) envahit alors la Flandre jusqu'à la Lys et prend Arras. Arnoul se réfugie auprès du duc Richard Ier de Normandie qui s’entremet, bien qu'Arnoul soit le petit-fils de celui qui complota pour faire assassiner son père : le Capétien se retire, mais le comte de Flandre le reconnaît comme roi. Arnoul disparaît un mois plus tard, atteint de la fièvre chaude. Son corps est inhumé dans l'abbaye Saint-Pierre de Gand.
Il épouse Rozala d'Italie, fille de Bérenger II roi d'Italie, dont naissent 2 enfants :
- Mathilde († 995 ou avant) ;
- Baudouin IV (v.980 † 1035), qui lui succède.

Sa veuve, Rozala, se remarie un an plus tard — avant le 1er avril 988 — avec Robert II le Pieux, fils du roi Hugues Capet. Robert la répudie rapidement.